# Ch'ŏngjin
Ch'ŏngjin, comúnmente llamada Chongjin (en coreano Ch'ŏngjin-si) es una ciudad portuaria norcoreana de unos 327 000 habitantes, está situada al sur del mar del Japón. es la capital de la provincia de Hamgyong del Norte, en el noreste de Corea del Norte.
- Datos: Q109336
- Multimedia: Chongjin / Q109336